# Blaboplutodes
Blaboplutodes är ett släkte av fjärilar. Blaboplutodes ingår i familjen mätare.
Kladogram enligt Catalogue of Life:
| Blaboplutodes | \| \| Blaboplutodes missilorum \| \| \| \| \| \| Blaboplutodes parvistictus \| \| \| \| |
|               | \| \| Blaboplutodes missilorum \| \| \| \| \| \| Blaboplutodes parvistictus \| \| \| \| |
|               | Blaboplutodes missilorum                                                                |
|               |                                                                                         |
|               | Blaboplutodes parvistictus                                                              |
|               |                                                                                         |